# Sole e acciaio
Sole e acciaio (titolo orig. 太陽と鉄 - Taiyō to Tetsu) è un saggio autobiografico dello scrittore giapponese Yukio Mishima, scritto tra la fine del 1965 e il 1968. 

## Storia
I contenuti del libro apparvero a puntate tra il novembre 1965 e il giugno 1968 sulla rivista Hyōron zuihitsu, e la loro pubblicazione accompagnò il successo di pubblico ottenuto sul mercato giapponese dal film Patriottismo.

## Tema
Nell'opera, che ha una forte componente autobiografica, Mishima racconta a partire da vari episodi accadutigli, il suo interesse per le arti marziali e la scoperta della propria fisicità, in contrasto con l'intellettualismo vissuto in gioventù. Espone inoltre le proprie idee su vari argomenti e, in particolare, sul rapporto tra estetica, teoria e azione.
Più o meno esplicita emerge inoltre dal saggio la polemica contro gli intellettuali del tempo.

## Accoglienza e critica
Il libro viene visto come una sorta di Weltanschauung o manifesto ideologico dell'autore. Per quanto la sua prosa sia a tratti altisonante e cervellotica, l'opera è considerata ricca di intuizioni originali. Sole e acciaio è stato accostato al Così parlò Zarathustra di Friedrich Nietzsche e ad alcuni testi di Gabriele D'Annunzio. Il libro contribuì, una volta tradotto in italiano, al diffondersi del mito dello scrittore giapponese tra molti giovani politicamente schierati a destra.

## Edizioni italiane
- Sole e acciaio, traduzione di Adrian Popa, Prefazione di Pierre Pascal, Roma, Le Edizioni de Il Borghese, 1970.
- Sole e acciaio, traduzione di Lydia Origlia, Collana Prosa contemporanea, Parma, Guanda, 1982,  p. 96, ISBN 88-77-462-15-9. - Collana UEF, Milano, Feltrinelli, 2022, ISBN 978-88-078-9601-9.